# 龙江道
龙江道，中华民国初期设置的道。
1914年6月由龙江县、嫩江县、讷河县、肇州县、安达县、大赉县、青冈县、拜泉县、肇东县等县、泰来镇设治局置龙江道。治龙江县（今黑龙江省齐齐哈尔市）。属黑龙江省。1920年呼伦、胪滨县两县划归呼伦道，西部区域略有缩小。1914年8月由安达县析置林甸设治局，1917年8月升县。1915年1月由讷河县析置克山设治局，同年8月升县。辖境约当今黑龙江省小兴安岭、通肯河以西，呼勒呼里山以南，内蒙古贝尔湖、哈拉哈河及阿尔山市、索伦旗、扎赉特旗、黑龙江泰来、大安、肇源、肇州、肇东一线以北地区。1930年二月废。